# Demokratická strana Albánie
Demokratická strana Albánie je středopravicová politická strana v Albánii. Momentálně je v opozici. Na začátku devadesátých let 20. století byla hlavní opoziční stranou proti PPSH, tedy proti albánským komunistům a socialistům. Její nejznámější člen je zakladatel Sali Beriša, který tuto stranu vedl v letech 1991–1992 a znovu v letech 1997–2013. Po parlamentních volbách 2013, kdy strana nakonec skončila v opozici, rezignoval z funkce předsedy. Strana usiluje o vstup Albánie do Evropské unie.
Na mezinárodní scéně má strana přidružené členství v Evropské lidové straně a plné členství v Mezinárodní demokratické unii.